# Britse ijshockeyploeg (mannen)
De Britse ijshockeyploeg is een team van ijshockeyers dat Groot-Brittannië vertegenwoordigt bij internationale wedstrijden. De Britse ijshockeybond is opgericht in 1908. De ploeg behoorde in de eerste helft van de twintigste eeuw tot de wereldtop met als bekroning het behalen van de Olympische titel in 1936 maar speelt inmiddels al enkele tientallen jaren in de eerste divisie. Het werd in april 2017 winnaar van de B-groep in de eerste divisie en promoveerde daarmee naar de A-groep van die divisie.

## Grootste successen
Olympische Spelen

1924  Finalegroep: 3-2 (1x 2-0, 2x 0-2 en een doelsaldo van 6-33)

1936  Finalegroep: 3-5 (2x 2-0, 1x 1-1 en een doelsaldo van 7-1)
Wereldkampioenschap

1935  Finalegroep: 3-2 (1x 2-0, 2x 0-2 en een doelsaldo van 2-8)

1937  Finalegroep: 3-4 (2x 2-0, 1x 0-2 en een doelsaldo van 7-3) 

1938  Finale:  Groot-Brittannië -  Canada 1-3